# Rio Liebenbergsvlei
Rio Liebenbergsvlei é um rio da África do Sul.